# Битва при Ниневии

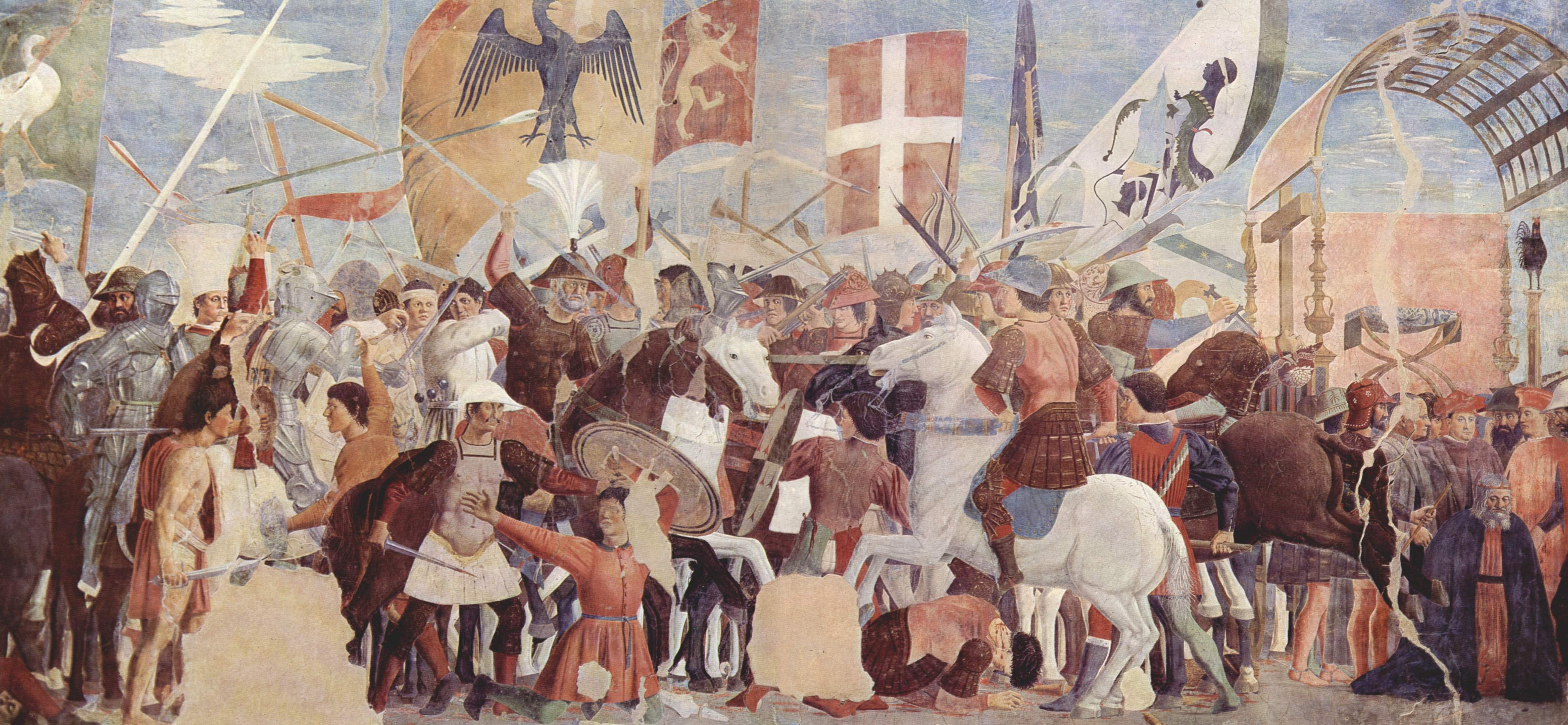
Битва при Ниневии между византийцами и персами. Фреска Пьеро делла Франческа; около 1452 г.

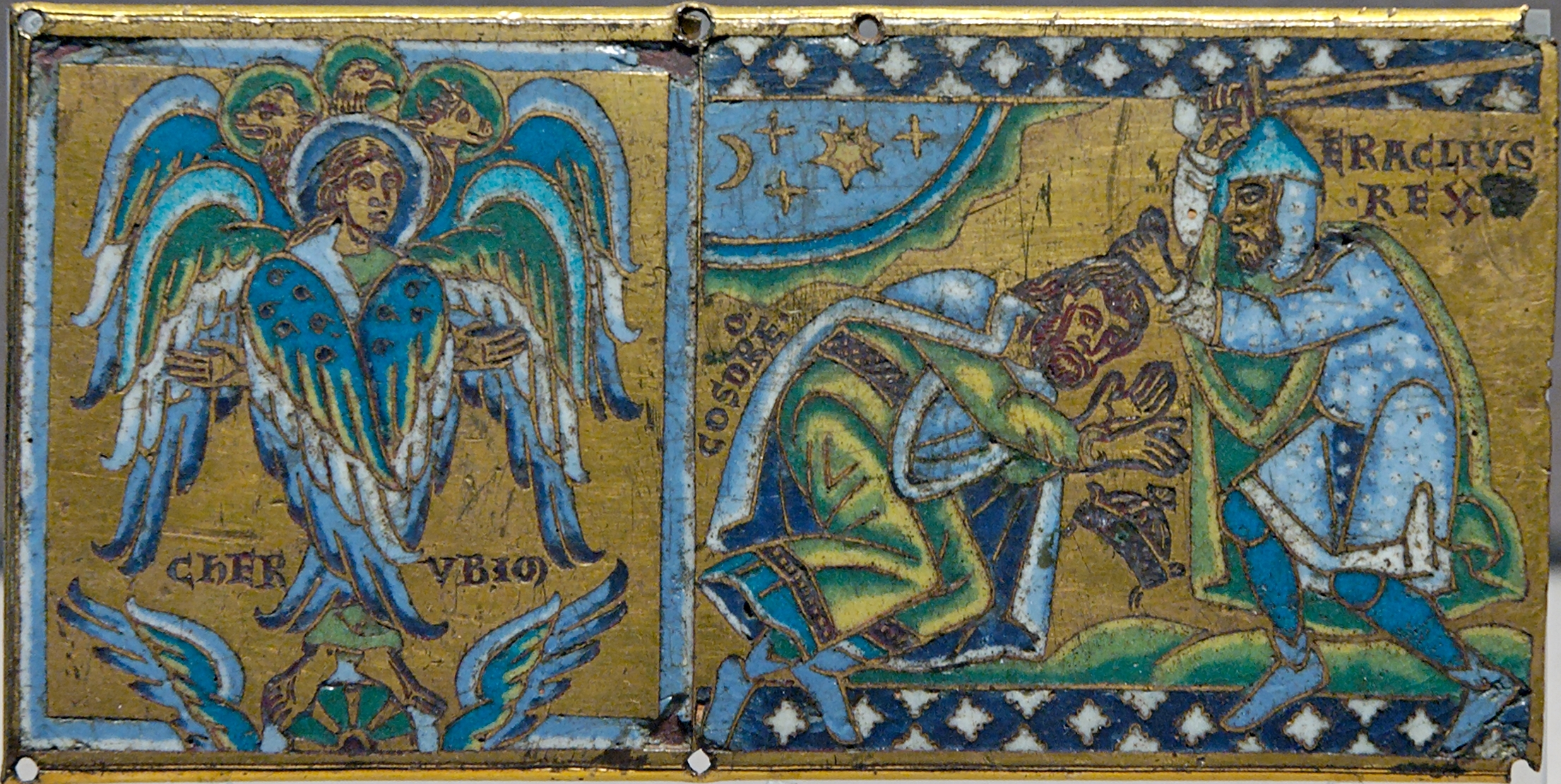
Херувим и Ираклий принимают повиновение Хосрова II; доска с креста (эмаль шамплив над позолоченной медью, 1160–1170 гг., Париж, Лувр)

Битва при Ниневии (греч. Μάχη της Νινευή, перс. معركة نينوى‎) — решающее сражение ирано-византийской войны (602—628), произошедшее 12 декабря 627 года. Завершилась победой армии византийского императора Ираклия I.

## Предыстория
Заключительный этап борьбы между Византией и Сасанидами в Передней Азии продолжался более 20 лет. В 627 году василевс Ираклий I поручил вести боевые действия против Шахина своему брату Феодору, а сам двинулся на Тбилиси, где он встретился с хазарским каганом и заключил с ним союз. Однако объединённое византийско-хазарское войско не смогло взять хорошо укреплённый город, и союзники приняли решение о прекращении осады. Хазары вернулись в свои степи, а Ираклий, усиливший свою армию 40 тысячами хазарских всадников, направился прямо на юг, к Двину, и далее, в вглубь Ирана. 
Противодействие ему должны были оказывать войска под командованием Рахзада, дислоцированные на путях в Ктесифон. Обе армии начали маневрировать, и в какой-то момент Рахзад воспринял движения Ираклия как отступление, начав его преследование. Этим он потерял время и позволил Ираклию обойти себя. К этому времени хазары, устав от горных дорог, повернули домой. Видя что Ираклий идет прямо на столицу Ктесифон, иранское войско пустилось вдогонку и ценой невероятных усилий догнало ромеев у развалин Ниневии. 

## Ход сражения
Отчетливо сознавая слабость своей армии, Рахзад не решался давать битву, но Хосров II был другого мнения. Согласно его личному приказу, Рахзад 12 декабря 627 года разделил свои силы на три группы и атаковал.
Согласно «Краткой истории» Никифора и «Хронографии» Феофана, битва началась с единоборства полководцев. Ираклий был дважды ранен, но даже в таком состоянии смог победить Рахзада и отрубить ему голову. После этого в бой вступили основные силы. Туман, скрывавший боевой порядок ромеев, не позволял иранским лучникам прицельно стрелять. Ираклий находился центре кровавой схватки. После восьми часов сражения персы, потеряв 6000 человек, внезапно отступили к близлежащим предгорьям. Победа досталась византийской армии. Путь на Ктесифон был открыт. 

## Результаты
Военной силы, способной задержать Ираклия на пути к Ктесифону, не существовало. Армия Шахрвараза была еще на пути из Малой Азии, армии Шахина и Рахзада были разбиты и сильно ослаблены. Единственной мерой по защите столицы был отвод остатков разбитой при Ниневии армии в направлении столицы, разрушавшей за собой все и прикрывавшей дорогу от неожиданного маневра ромеев.
В январе 628 года Ираклий перешел реку Торна и разграбил шахские дворцы Беклал и Бебдах. Разграблению подверглась также и резиденция Хосрова II — Дастгард. Помимо других драгоценностей там были найдены 300 римских и византийских знамен, захваченных Сасанидами за четыре столетия войн. Дальнейшее движение на Ктесифон окончилось у канала Нахраван (19 миль от Ктесифона) мосты через который были разрушены, а на другом берегу стояло готовое к бою персидское войско, составленное шахом из отрядов дворцовой гвардии. Ввиду больших трудностей, непременно возникших бы при форсировании канала (обойти его не представлялось возможным, ибо с другой стороны была река), Ираклий решил отвести войска. Нещадно разоряя округу, он двинул свою армию на север.